# Neolipoptena
Neolipoptena is een vliegengeslacht uit de familie van de luisvliegen (Hippoboscidae).

## Soorten
- N. ferrisi (Bequaert, 1935)